# Ples sa zvijezdama
 Ples sa zvijezdama – program rozrywkowy nadawany przez HRT1 od 2006. W Chorwacji do tej pory doczekał się ośmiu edycji.

## Ekipa

### Prowadzący
- Barbara Kolar (od 1. edycji)
- Duško Čurlić (od 1. edycji)

### Jurorzy
- Elio Bašan (od 1. edycji)
- Milka Babović (od 1. edycji)
- Dinko Bogdanić (od 1. edycji)
- Davor Bilman (od 1. edycji)

## Edycje

### Pierwsza edycja
Edycja wystartowała 2 grudnia 2006 roku.
| Miejsce | Gwiazda          | Tancerz          |
| ------- | ---------------- | ---------------- |
| 1.      | Zrinka Cvitešić  | Nicolas Quesnoit |
| 2.      | Rene Bitorajac   | Mirjana Žutić    |
| 3.      | Maja Šuput       | Ištvan Varga     |
| 4.      | Žarko Radić      | Ivana Antinac    |
| 5.      | Zoran Vakula     | Ksenija Plušćec  |
| 6.      | Sandra Bagarić   | Leon Ajtlbez     |
| 7.      | Dubravko Šimenc  | Tamara Despot    |
| 8.      | Zdenka Kovačićek | Hrvoje Kraševac  |

### Druga edycja
Edycja wystartowała 2 listopada 2006 roku.
| Miejsce | Gwiazda             | Tancerz          |
| ------- | ------------------- | ---------------- |
| 1.      | Luka Nižetić        | Mirjana Žutić    |
| 2.      | Lana Jurčević       | Hrvoje Kraševac  |
| 3.      | Davor Gobac         | Tamara Despot    |
| 4.      | Nikolina Pišek      | Ištvan Varga     |
| 5.      | Danijela Martinović | Nicolas Quesnoit |
| 6.      | Iva Majoli          | Marko Herceg     |
| 7.      | Damir Markovina     | Ana Herceg       |
| 8.      | Mirko Fodor         | Žana Alerić      |

### Trzecia edycja
Edycja wystartowała 25 października 2008 roku.
| Miejsce | Gwiazda         | Tancerz          |
| ------- | --------------- | ---------------- |
| 1.      | Mario Valentić  | Ana Herceg       |
| 2.      | Zlata Mück      | Ištvan Varga     |
| 3       | Daniela Trbović | Nicolas Quesnoit |
| 4.      | Martina Zubčić  | Robert Schubert  |
| 5.      | Antonija Šola   | Hrvoje Kraševac  |
| 6.      | Goran Grgić     | Sara Stojanović  |
| 7.      | Luka Vidović    | Mirjana Žutić    |
| 8.      | Nikša Kaleb     | Tamara Despot    |

### Czwarta edycja
Edycja wystartowała 31 października 2009 roku.
| Miejsce | Gwiazda        | Tancerz           |
| ------- | -------------- | ----------------- |
| 1.      | Franka Batelić | Ištvan Varga      |
| 2.      | Gordan Kožulj  | Ana Herceg        |
| 3.      | Ana Ugarković  | Nicolas Quesnoit  |
| 4.      | Vedran Mlikota | Marija Šantek     |
| 5.      | Iva Šulentić   | Damir Horvatinčić |
| 6.      | Frano Lasić    | Mirjana Žutić     |
| 7.      | Vanessa Radman | Robert Schubert   |
| 8.      | Sandi Cenov    | Gabriela Pilić    |

### Piąta edycja
Edycja wystartowała 30 listopada 2010 roku.
| Miejsce | Gwiazda         | Tancerz           |
| ------- | --------------- | ----------------- |
| 1.      | Nera Stipičević | Damir Horvatinčić |
| 2.      | Mila Horvat     | Robert Schubert   |
| 3.      | Bojan Jambrošić | Martina Bastić    |
| 4.      | Sanja Doležal   | Hrvoje Kraševac   |
| 5.      | Petar Vlahov    | Ana Domišljanović |
| 6.      | Zijad Gračić    | Tihana Devčić     |
| 7.      | Ivana Brkljačić | Marko Herceg      |
| 8.      | Hrvoje Rupčić   | Marija Stošić     |

### Szósta edycja
Edycja wystartowała 29 października 2011 roku.
| Miejsce | Gwiazda           | Tancerz           |
| ------- | ----------------- | ----------------- |
| 1.      | Jelena Perčin     | Hrvoje Kraševac   |
| 2.      | Denis Ahmetašević | Mirjana Žutić     |
| 3.      | Martina Tomčić    | Marko Herceg      |
| 4.      | Lana Banely       | Damir Horvatinčić |
| 5.      | Hrvoje Šalković   | Lejla Bjedov      |
| 6.      | Marko Tolja       | Ana Herceg        |
| 7.      | Miro Ungar        | Marija Stošić     |
| 8.      | Tatjana Jurić     | Robert Schubert   |

### Siódma edycja
Edycja wystartowała jesienią 2012 roku.

### Ósma edycja
Edycja wystartowała w grudniu 2013 roku.